# 圣奥斯定堂 (阿雷佐)

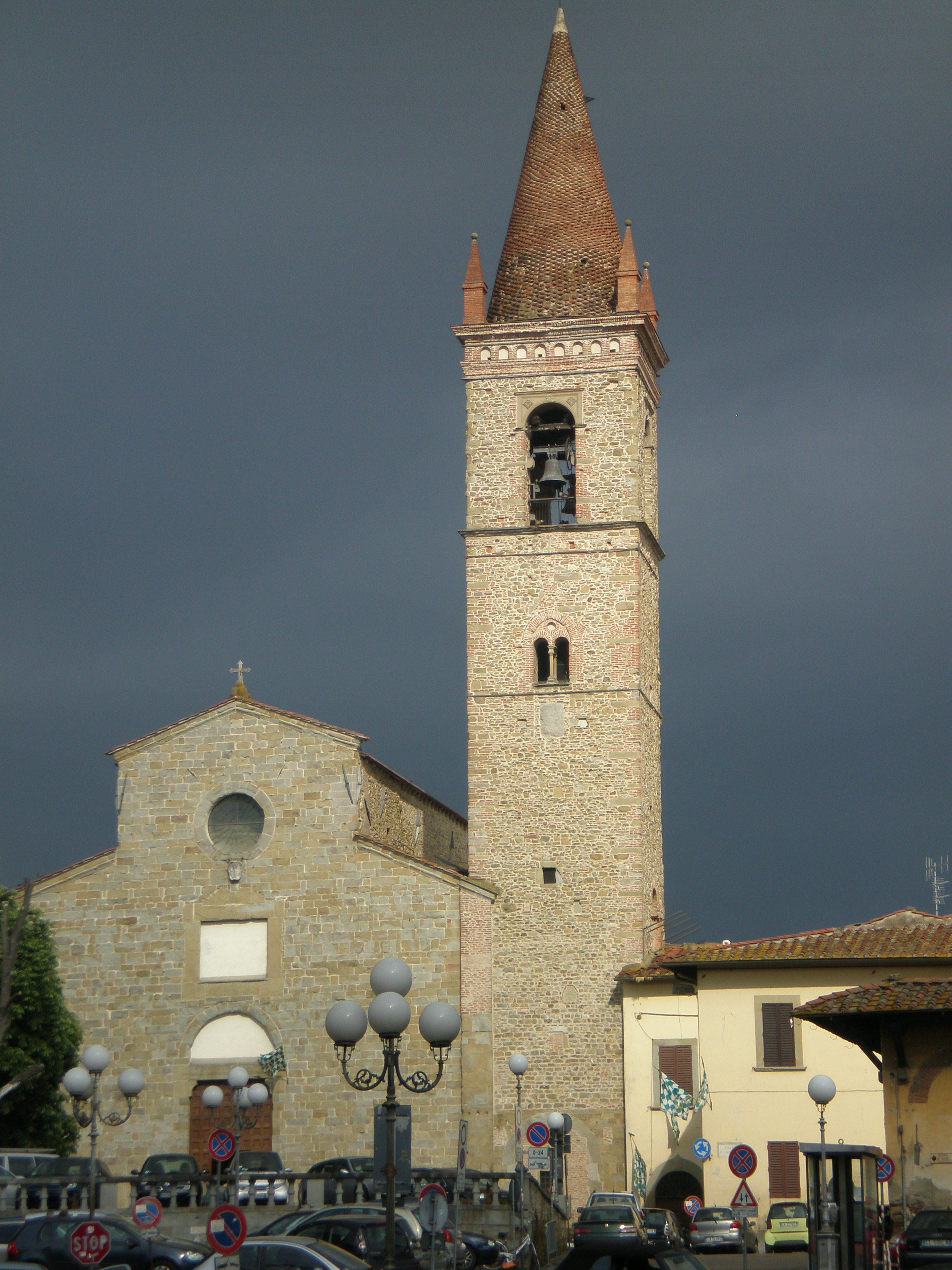

圣奥斯定堂（Chiesa di Sant'Agostino）是意大利阿雷佐的一座罗马天主教教堂，位于同名广场上。
圣奥斯定修会在1256年得到教宗亚历山大四世的批准，次年就在阿雷佐建造他们的小教堂。1330年，他们建造新的教堂，1341年建成时一度是该市最大的教堂。
一个大修道院直到十五世纪末，获得一笔遗赠，才得以重新启动并完成。1510年 马丁·路德在前往罗马途中曾来此访问。 
1761-1766年，该堂进行了改建，呈现炫目和华丽的巴洛克和洛可可风格。

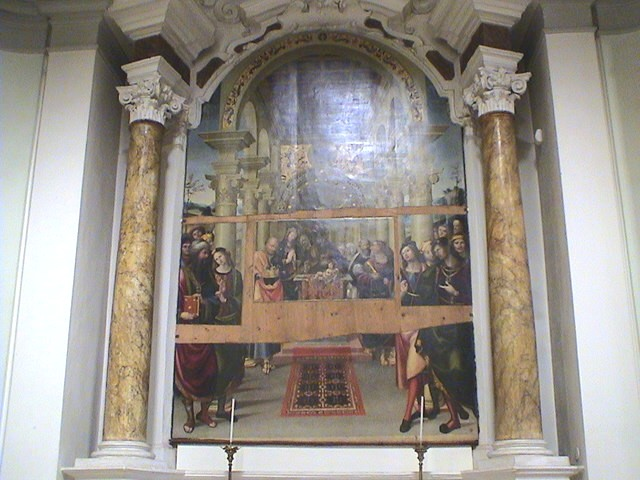
“耶稣的割礼”